# أمبروز تي هارتمان
أمبروز تي هارتمان (بالإنجليزية: Ambrose T. Hartman)‏ هو محامي أمريكي، ولد في 12 فبراير 1925، وتوفي في 10 فبراير 2009.